# Dan Allender
Dan B. Allender (* 1952 in den USA) ist ein US-amerikanischer Therapeut, Professor für beratende Psychologie, Referent und Autor. Er ist Mitbegründer und ehemaliger Präsident der The Seattle School of Theology & Psychologie und des Allender Center, in Seattle, Washington. Er hat sich auf die Erforschung von Traumata und Missbrauch und deren Bewältigungen spezialisiert.

## Leben und Wirken
Allender studierte Theologie und Psychologie und erhielt seinen M.Div. von Westminster Theological Seminary in Glenside, Pennsylvania, und seinen Ph.D. in beratender Psychologie von der Michigan State University in East Lansing, Michigan. Er war 1983 bis 1989 Lehrer im Bereich Biblischer Beratung des Grace Theological Seminary in Winona Lake, Indiana, und 1989 bis 1997 an der Colorado Christian University in Denver, Colorado. Er hat als Psychologe neue Ansätze für die Therapie von Traumata und Missbrauch entwickelt, deren Ziel die Wiederherstellung der Persönlichkeit ist. So hat er 1997 die Seattle School of Theology & Psychology in Seattle, Washington, mitbegründet, deren Ziel es ist, kompetente Therapeuten, Seelsorger, Pastoren und Künstler auszubilden. Er war deren Präsident 2002 bis 2009. 2010 wurde das Allender Center als Non-Profit-Organisation in der Seattle School of Theology & Psychologie gebildet, um Fachleute in den Bereichen Trauma- und Missbrauchsbewältigung auszubilden. Es zeichnet auch verantwortlich für die Dan Allender-Konferenzen und die Weiterbildungsprogramme, die es organisiert.

## Lehre
Allender befasst sich seit Jahrzehnten mit der menschlichen Entwicklung, insbesondere in den familiären Beziehungen, Zusammenhängen und Verwicklungen. Er geht davon aus, dass jeder Mensch für das Paradies, den Garten Eden, geschaffen wurde, um im «Schalom», in guten Beziehungen mit sich selbst, den anderen und Gott zu leben. Nach Allender seien die Menschen nun außerhalb von Eden, in einer Welt, wo es Gebrochenheit, Trennungen und auch Traumata gebe. Um diese Schäden zu beheben, versuchten Menschen ein illusionäres Eden zu erschaffen, um die traumatische Realität aushalten zu können. Das sei aber eher eine defensive Haltung, die oft von «Schwüren», Süchten, Distanziertheit und Selbstzerstörung begleitet würden. Sie bänden die Menschen weiter an ihre Traumata und verhinderten gute Beziehungen zu sich selbst, zu anderen und zu Gott. Nur wenn die Menschen erkennen und zugeben würden, dass die Ganzheit wirklich zerstört worden sei und unsere Versuche, sie wiederherzustellen, fehlgeschlagen seien, würden sie in Richtung Heilung und Wiederherstellung gehen. Diese Reise der Heilung lade Menschen ein, sich vom Ort der Verachtung, Scham und Ambivalenz zum Platz des Segens zu bewegen, wo Mitgefühl, Güte und Freude herrschen würden. Das gehe nicht ohne Wahrheit und Ehrlichkeit, weil man sich Wunden und Verletzungen stellen müsse. Wenn man seine Lebensgeschichte einem integren Menschen anvertraue, der fähig sei, die Verletztheit zu benennen, so könnten konstruktive, lebenspendende Beziehungen mit Gott und anderen Menschen entstehen und wachsen. Solche Beziehungen enthüllten und spiegelten sinngemäß etwas vom Tod, Auferstehung und Himmelfahrt von Jesus wider.
Für Therapeuten, Seelsorger und Pastoren sei es evident, ihre eigene Biographie gut zu kennen, um auch andere Geschichten verstehen zu können. Ganzheitliches Hören, Einfühlungsvermögen, Neugier und Empathie seien Eigenschaften und Kenntnisse, die zugleich gebildet, kultiviert und trainiert werden könnten. So könne man zum hilfreichen Begleiter von Lebensgeschichten und Transformationsprozessen anderer Menschen werden.

## Privates
Allender ist verheiratet mit Becky, sie haben drei Kinder, einige Enkel und wohnen in Puget Sound im Staat Washington.

## Schriften
Allender ist Autor und Mitautor von mehr als 15 Bücher, die teilweise auch in drei weitere Sprachen übersetzt wurden. Seine Mitautoren waren insbesondere der Psychologe Lawrence J. Crabb und der Theologe Tremper Longman III. Sein wöchentlicher Podcast, der im Allender Center erscheint, wurde über 1 Million Mal heruntergeladen.
- mit Lawrence Crabb: Encouragement: The key to caring, 1984.
- The wounded heart, 1990.
- Bold Love, 1992.
- The cry of the soul: How our emotions reveal our deepest questions about God, 1994.
- Intimate allies, 1995.
- The healing path, 1999 (15 Auflagen).
- To Be Told.
- Sabbath, 2008.
- Leading with a Limp.
- God Loves Sex.
- Healing the Wounded Heart: The Heartache of Sexual Abuse and the Hope of Transformation, 2016.

### Übersetzungen ins Deutsche
- mit Lawrence Crabb: Dem andern Mut machen. Seelsorge im täglichen Miteinander, Brunnen, Basel 1986 und 1991, ISBN 3-7655-3882-5.
- Das verwundete Herz. Hilfe für erwachsene Opfer sexueller Gewalt im Kindesalter, Brunnen, Giessen 2018, ISBN 978-3-7655-1268-1.